# (2217) Eltigen
(2217) Eltigen est un astéroïde de la ceinture principale.

## Description
(2217) Eltigen est un astéroïde de la ceinture principale. Il fut découvert le 26 septembre 1971 à Naoutchnyï par Tamara Smirnova. Il présente une orbite caractérisée par un demi-grand axe de 3,15 UA, une excentricité de 0,17 et une inclinaison de 2,2° par rapport à l'écliptique.

## Compléments